# Słownik folkloru polskiego
Słownik folkloru polskiego – słownik encyklopedyczny folkloru polskiego wydany w 1965 w Warszawie przez Państwowe Wydawnictwo „Wiedza Powszechna”; słownik opracował zespół Pracowni Literatury Ludowej Instytutu Badań Literackich Polskiej Akademii Nauk, którym kierował prof. Julian Krzyżanowski.
Słownik obejmuje około 600 podstawowych zjawisk i zagadnień z zakresu polskiej literatury ustnej; trzy czwarte haseł napisał Julian Krzyżanowski. Pozostali autorzy to: Ludwik Bielawski, Andrzej Biernacki, Ludwik Brożek, Teresa Brzozowska, Jerzy Darowski, Ryszard Górski, Czesław Hernas, Edmund Jankowski, Helena Kapełuś, Leszek Kukulski, Elżbieta Stankiewicz i Ryszard Wojciechowski.
Materiał zawarty w słowniku obejmuje trzy grupy zagadnień: literaturę ludową, wiadomości teoretyczne z zakresu folklorystyki oraz biografie zbieraczy folkloru i pisarzy ludowych.